# Primo Bergomi
Primo Bergomi (* 1. Januar 1917 in Mailand; † 1. Dezember 1987) war ein italienischer Bahnradsportler.
1939 wurde Primo Bergomi italienischer Meister im Sprint der Amateure; bei den UCI-Bahn-Weltmeisterschaften 1939 in Mailand belegte er Platz vier. Anschließend trat er zu den Profis über. 1940, 1943 und 1945 errang er als solcher den nationalen Titel im Sprint. Bis 1952 wurde er mehrfach Zweiter und Dritter der italienischen Sprint-Meisterschaft, von 1946 bis 1950 immer geschlagen von Italo Astolfi. Insgesamt nahm er an vier Bahn-Weltmeisterschaften teil, gelangte jedoch nie auf das Podium. 1941 gewann er den Gran Premio della U.V.I. des italienischen Radsportverbandes und 1942 den Grand Prix Turin, eines der ältesten internationalen Sprinterturnier in Italien. Es wurde seit 1894 ausgetragen, erster Sieger war der Deutsche Alwin Vater.